# Ramón Fermín
Ramón Antonio Fermín Ventura (nacido el 25 de noviembre de 1972 en San Francisco de Macorís) es un ex lanzador de relevo dominicano que jugó en las Grandes Ligas en un partido para los Atléticos de Oakland durante la temporada de 1995.
En 1⅓ entradas lanzadas, Fermín permitió cuatro hits, dos carreras y una base por bolas con una efectividad de 13.50. No tuvo decisión.
Antes de la temporada de 1996, Fermín fue cambiado por Oakland, junto con Fausto Cruz a los Tigres de Detroit a cambio de Phil Plantier, pero no jugó para Detroit. Lanzó en su  farm system en ese año, y nuevamente en 1997, antes de dejarlo libre. Intentó regresar en 2001 para los New Jersey Jackals de la liga independiente Northern League, pero solo lanzó cuatro juegos antes de retirerse definitivamente.